# Gustav Klimt
Gustav Klimt (n. 14 iulie 1862, Viena, Austro-Ungaria – d. 6 februarie 1918, Viena, Austro-Ungaria) a fost un pictor și decorator austriac, lider al avangardei vieneze și unul din fondatorii Secesiunii vieneze. Arta lui a contribuit în mare măsură la izbucnirea uneia din cele mai mari revoluții din istoria artei.

## Viața și opera
Gustav Klimt s-a născut la 14 iulie 1862, la Baumgarten, una din suburbiile Vienei. Tatăl său, de profesiune giuvaergiu, era originar din Cehia. Despre perioada dinainte de anul 1867, privitor la copilăria lui Klimt, nu avem aproape nici un fel de informații. Se dovedește de timpuriu talentat la desen, la 14 ani reușește la examenul de admitere la  Școala de Arte Aplicate din Viena (Kunstgewerbeschule). Doi ani frecventează cursurile acestei școli și, concomitent, învață pictura în atelierul maestrului Ferdinand Laufberger.
În 1879 ia parte, sub îndrumarea lui Hans Makart, la organizarea festivităților prilejuite de aniversarea a 25 de ani de căsătorie a cuplului imperial. Fratele său, Ernst, frecventează aceeași școală de artă. Cei doi frați, împreună cu un coleg, Franz Matsch, decid să lucreze în comun, și tinerii artiști primesc mici comenzi: decorări ale unor porțelanuri, proiecte pentru ilustrații.
În 1880 obțin două comenzi mari: lucrări de decorațiuni la palatul din Sturan, precum și pictarea unui tablou destinat clădirii principale a stațiunii balneare din Karlovy Vary (pe atunci Karlsbad).
În anul 1883 frații Klimt au fondat la Viena, împreună cu Franz Matsch, propria lor școală de artă decorativă și au primit comenzi din mai multe părți ale Europei. Curând cei trei au plecat în Regatul României unde au executat lucrări pentru decorarea castelului Peleș din Sinaia. În 1886 grupul lor participă la realizarea scărilor noului teatru imperial, Burgtheater, din Viena.
În 1893 Gustav Klimt pictează tabloul reprezentând interiorul teatrului castelului Eszterházy, cu care obține premiul expoziției organizate de "Künstlerhaus" ("Căminul Artiștilor"). La nici treizeci de ani este considerat unul din cei mai importanți artiști austrieci. Între anii 1891-1897, devenit membru al societății artiștilor vienezi, "Künstlerhausgenossenschaft", împreună cu alți pictori, se străduiește să reformeze instituția aservită unor principii artistice net conservatoare. Până la urmă, ei înființează, în 1897, o nouă grupare artistică, separată de Künstlerhaus, care se va numi Secesiunea. Membrii acesteia primesc un teren din partea orașului Viena, pentru a-și putea construi sediul.
Chiar în anul următor ei își organizează, în pavilionul proiectat de arhitectul Joseph Maria Olbrich, prima expoziție. Klimt va fi primul președinte al Secesiunii. Manifestul lor va fi publicat în 1898, în primul număr al revistei "Ver Sacrum". Filozofia Secesiunii este căutarea adevărului despre existența umană. Deasupra intrării în pavilionul asociației se putea citi următoarea inscripție: "Fiecărei epoci îi este caracteristică propria artă, iar artei - libertatea". Fidel acestui ideal, Klimt își eliberează arta de tabu-uri. În 1905 ajunge însă în conflict cu artiștii ce i-au fost apropiați și, ca urmare, rupe legăturile cu Secesiunea și formează un alt grup, "Kunstschau".
În ciuda numeroaselor legături și aventuri amoroase, Klimt a avut o singură dragoste trainică, Emilie Flöge, pe care a reprezentat-o în mai multe tablouri. Începând din anul 1900, pictorul petrece mereu câteva săptămâni de vară pe moșia familiei Flöge, pe malul lacului Attersee.
Pictează mai ales peisaje, grupuri de copaci, boschete de flori ("Grădină cu floarea soarelui" 1905), dar și compoziții în care motivul principal îl reprezintă teme antice cu personaje feminine, reinterpretând miturile și simbolurile, ca în tabloul "Iudita și Holofernes I" (1901).
Una din cele mai renumite picturi ale lui Klimt este "Sărutul" (1907-1908). Ea datează din așa-numită perioadă "de aur" a artistului. Acest lucru este ilustrat cel mai bine de petalele aurii ce luminează fosforescent scena intimă a sărutului. Măiestria decorativă a lui Klimt se poate observa pe exemplul oferit de covorul de flori întins la picioarele celor doi îndrăgostiți, pe care figurile unite în îmbrățișare au încremenit într-o imobilitate statuară.
Prin alegoria femeilor, care apar în tablouri ca "Nuda Veritas" (1899) sau "Danae" (1907), reprezentate sub chipul unor frumoase roșcate, Klimt evidențiază preocuparea sa pentru temele erotice. Faptul că împrumută teme din mitologie atenuează caracterul lasciv al compozițiilor. Tablourilor sale le este foarte caracteristică paleta întreagă a culorilor deschise și pure. Renunțând complet la perspectivă, pictorul așază formele decorative în același plan cu siluetele personajelor.
În ultimii 15 ani ai vieții, Klimt călătorește mult în Germania, Belgia și Italia. La Ravenna descoperă frumusețea bazilicii San Vitale. Mozaicurile de inspirație bizantină, de un aur strălucitor, produc asupra lui o profundă impresie și, ca efect, începând din acest moment folosește tot mai des placarea aurie. În 1910 participă la cea de-a IX-a Bienală din Veneția, unde obține un uriaș succes. În 1917, este numit membru de onoare al Academiilor din Viena și München. Câteva luni mai târziu, la începutul anului 1918, suferă un atac cerebral. Moare la 6 februarie la Wien-Neubau, fiind înmormântat în cimitirul Hietzinger din Viena.
Primul Portret al Adelei Bloch-Bauer s-a vândut la 19 iunie 2006 pentru suma record la vremea aceea de 135 de milioane de dolari americani. Cumpărător a fost miliardarul american Ronald Lauder din New York pentru muzeul Neue Galerie finanțat de el. Pictura Doamna cu evantai s-a vândut în 2023 pentru 85,3 milioane de lire sterline (99,1 milioane de euro).

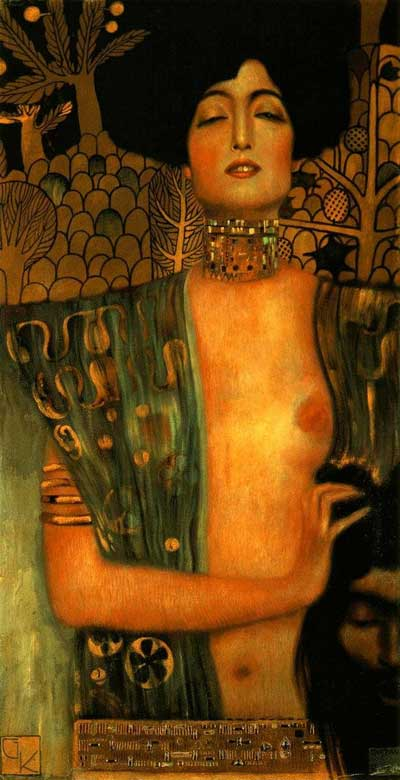
Gustav Klimt: Iudita și Olofern, 1901
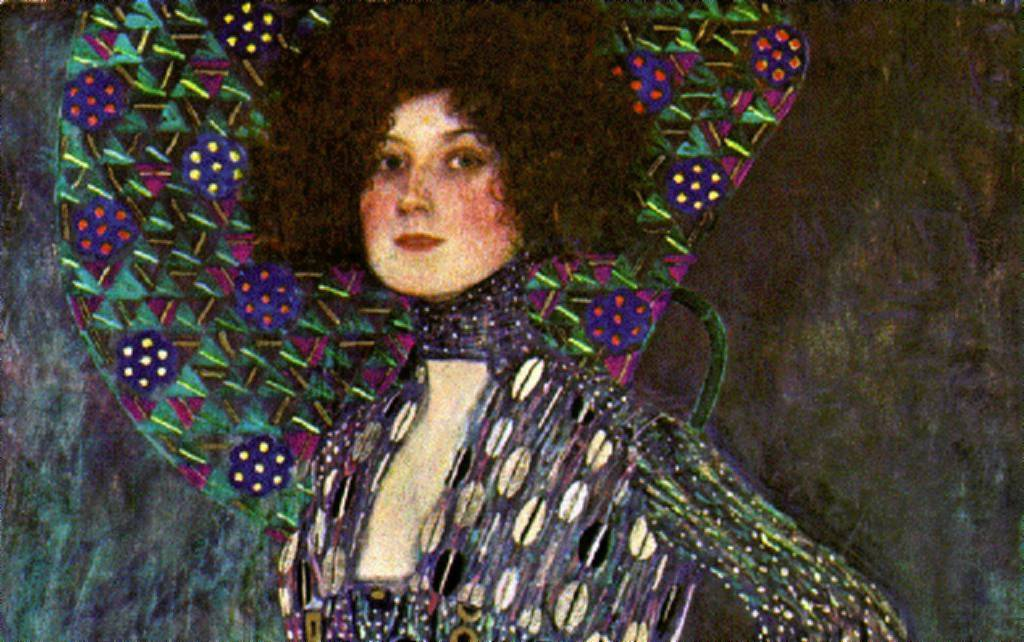
Gustav Klimt: Portretul Emiliei Flöge (Detaliu), 1902
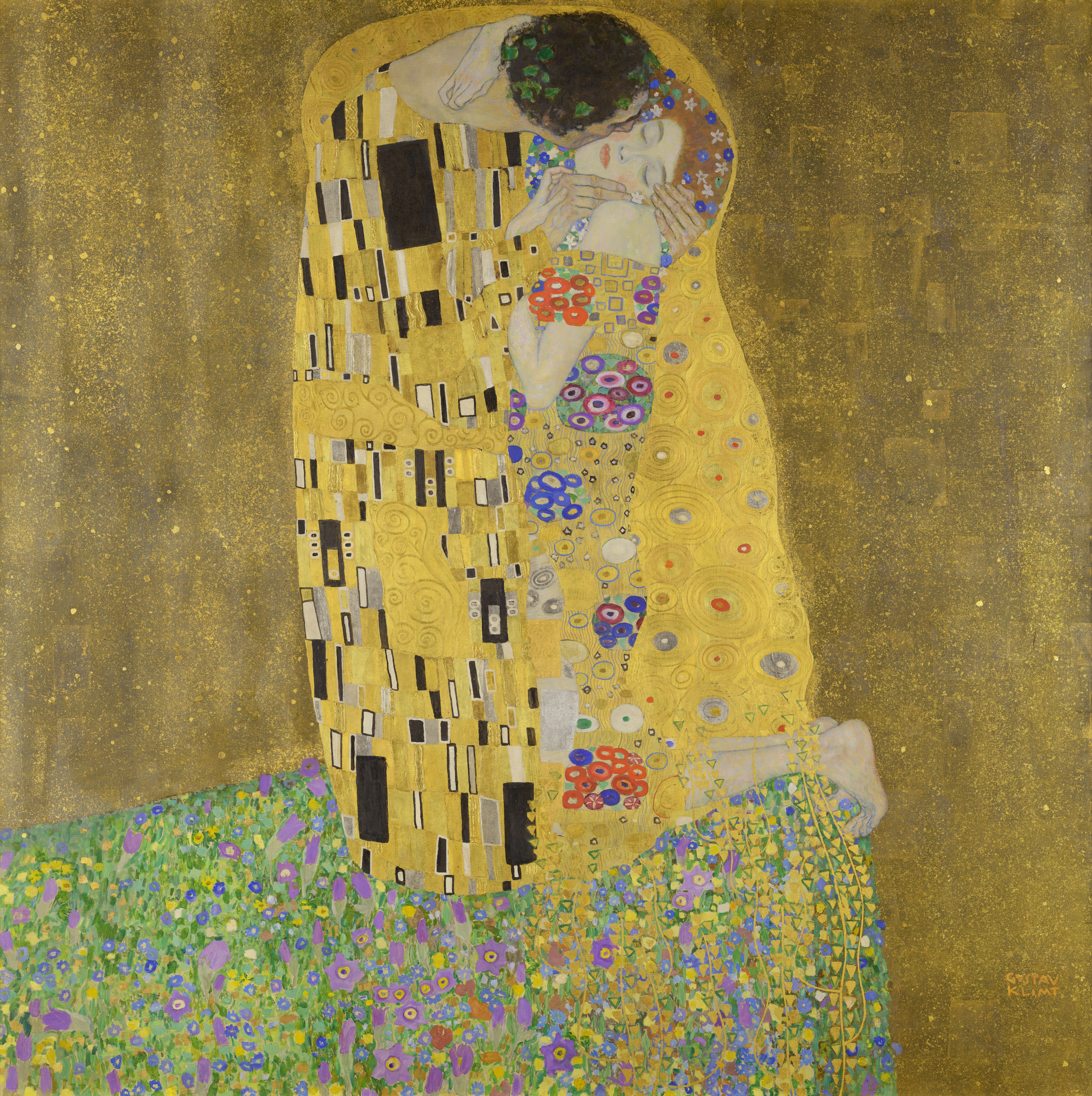
Gustav Klimt: Sărutul, 1907-08
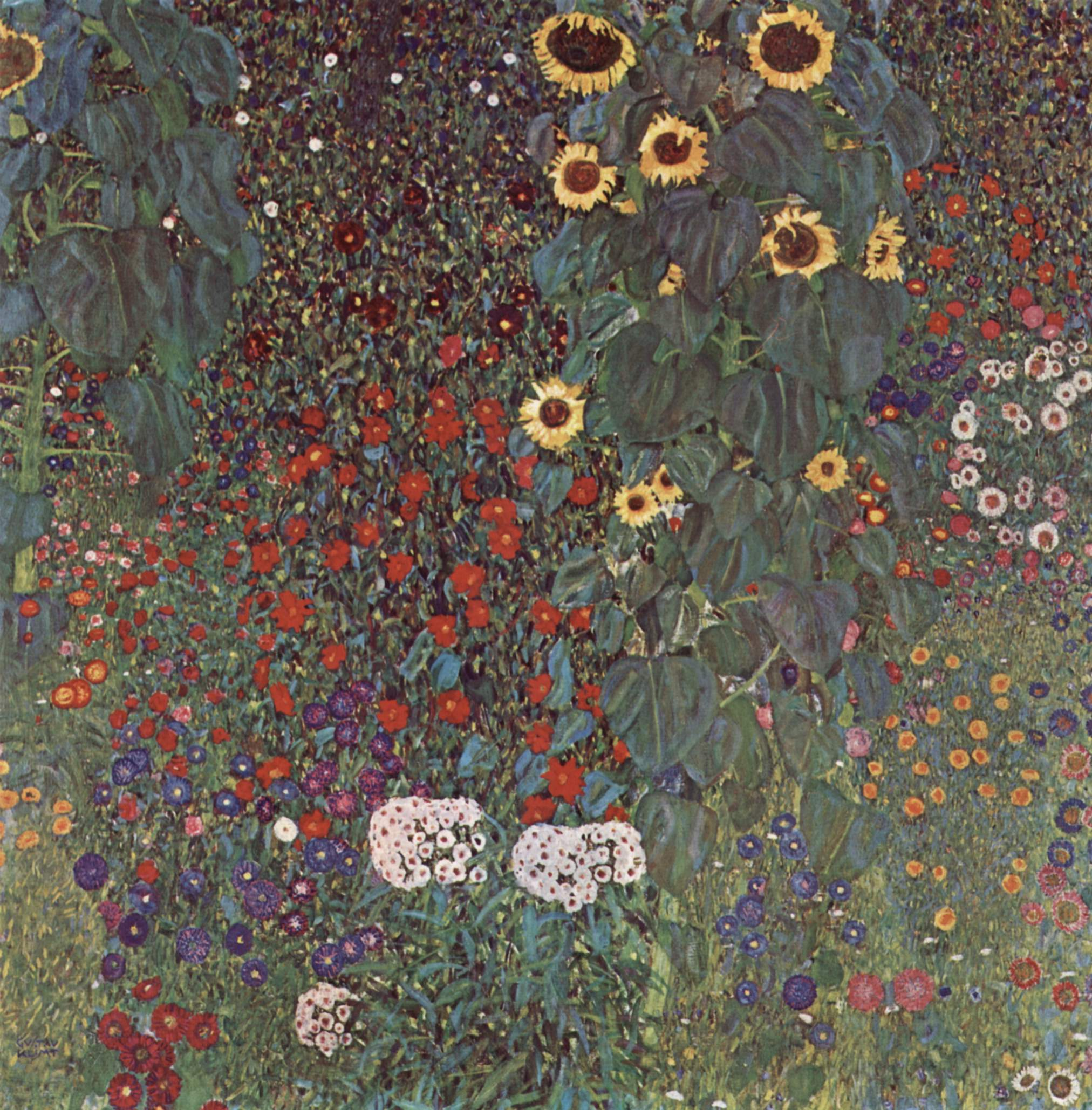
Grădină cu floarea soarelui, 1905
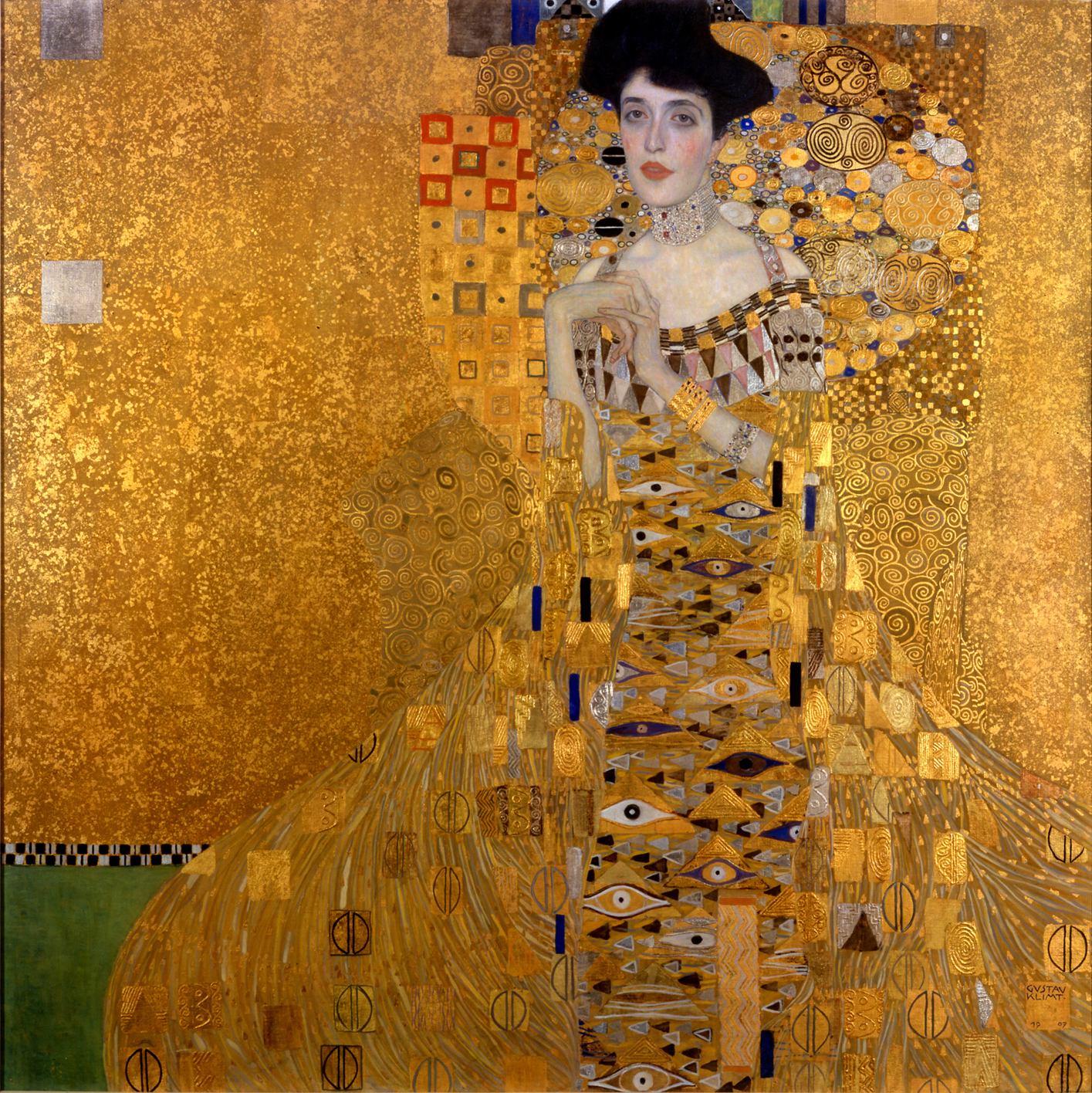
Primul Portret al Adelei Bloch Bauer, 1907
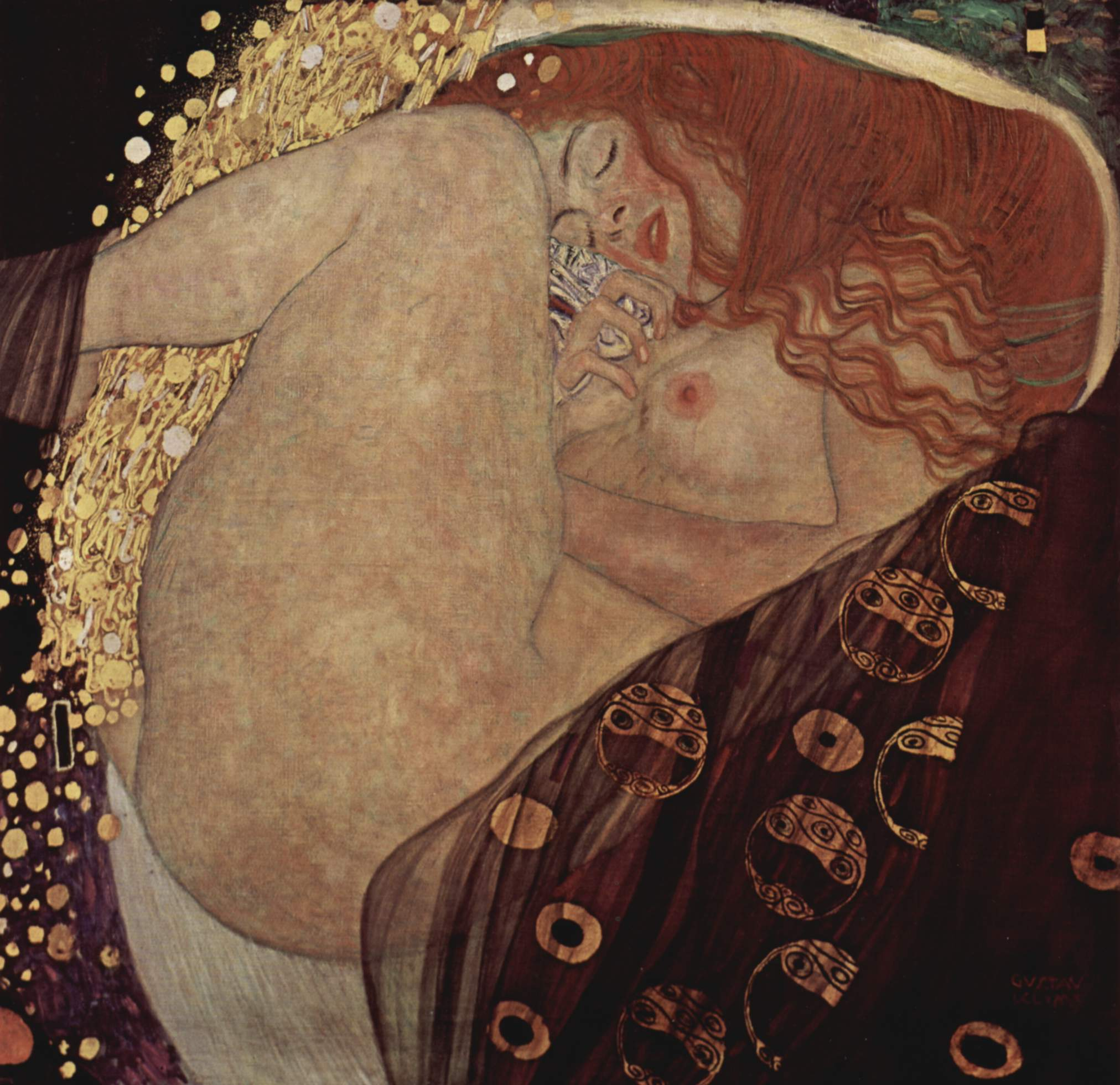
Danae, 1907
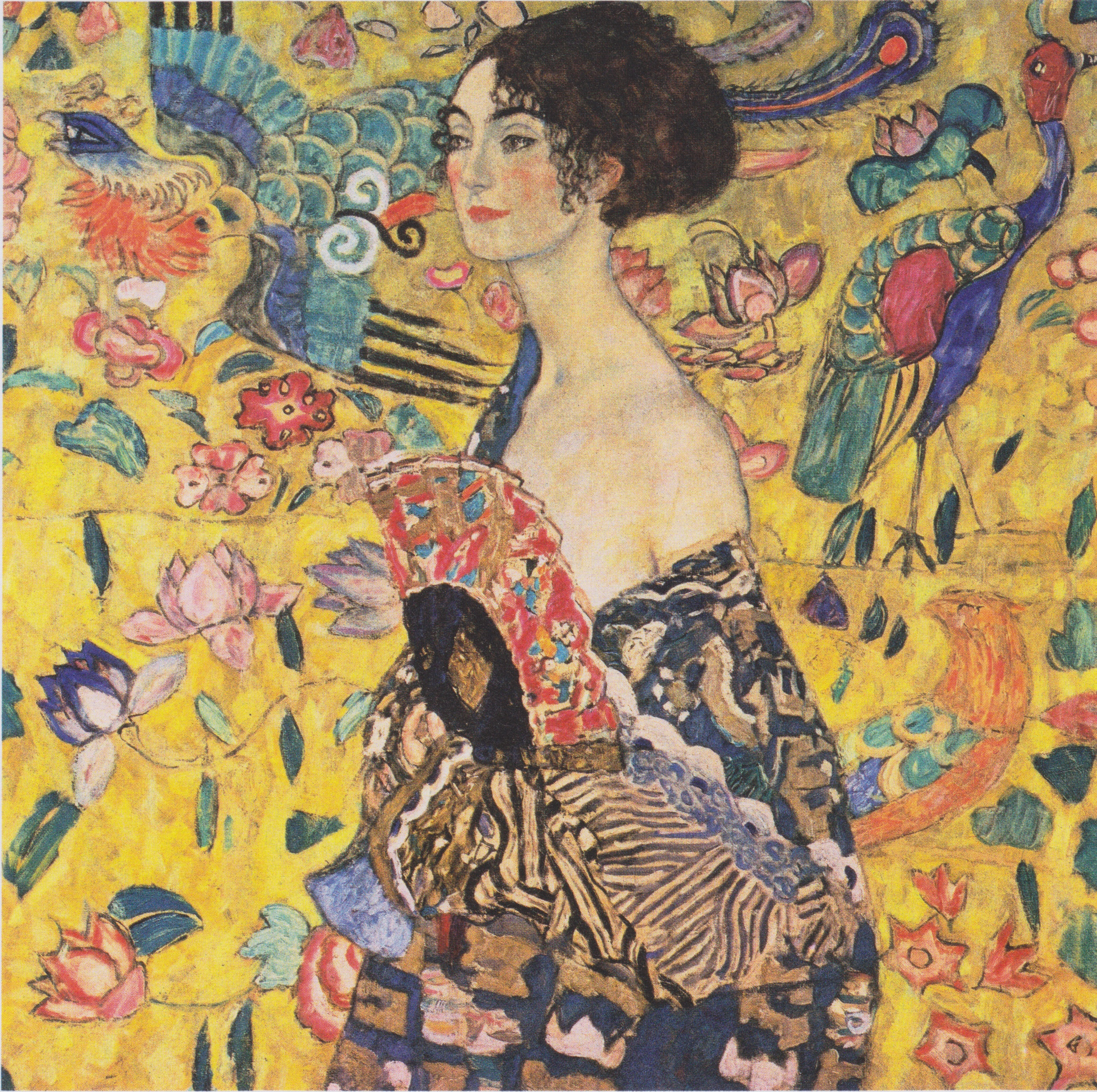
Doamnă cu evantai, 1917

## Articole conexe
- Listă de artiști plastici și arhitecți austrieci